# Giuseppe Ruvolo
Giuseppe Ruvolo detto Peppe (Ribera, 3 maggio 1951) è un politico italiano.
Ha un gemello monozigote, Nino, con il quale condivide gli impegni politici.

## Biografia
Ruvolo si è diplomato in ragioneria e si è iscritto all'Università (prima in giurisprudenza e poi a scienze politiche), senza mai arrivare alla laurea.
Nel 1972 si impiega alla Cantina sociale ACLI Monsignor Licata (vicina alla Democrazia Cristiana), che finirà in fallimento, tramite liquidazione coatta amministrativa.
Nel 1980 si è candidato alle elezioni comunali con la DC andando a ricoprire l'incarico di assessore ai Lavori Pubblici fino al 1983. Dal 1985 al 1990 si ritira temporaneamente dalla politica per far spazio al fratello gemello Nino.
Dal 1987 al 1990 è stato componente del consiglio di amministrazione dell'Italstat-Edil.Pro del gruppo IRI con sede a Roma. Dal 1990 è stato consigliere provinciale nella DC e dal 1992 al 1994 assessore provinciale all'agricoltura, ambiente, sviluppo territorio.
Nel 1998 viene nominato responsabile provinciale del Partito Popolare Italiano, al quale aveva aderito dopo la fine della DC. Nel 2000 viene nominato presidente del comitato provinciale INPS ed aderisce a Democrazia Europea (DE), guidato da Sergio D'Antoni.
Alle elezioni politiche del 2001 è eletto al Senato della Repubblica con DE nella quota proporzionale, avendo raccolto il 16,55% dei voti nel collegio uninominale di Sciacca: pur arrivando dietro ai candidati di centrodestra e centrosinistra (rispettivamente Melchiorre Cirami e Accursio Montalbano), viene eletto in quanto il suo è il miglior risultato ottenuto da DE in Italia. A Palazzo Madama diviene membro delle Commissioni parlamentari agricoltura, antimafia e Unione Europea.
Nel 2002 è tra i fondatori dell'UDC, movimento nato dalla fusione tra CCD, CDU e DE, venendo nominato responsabile nazionale del dipartimento delle Politiche Agricole Forestali della Pesca del partito di Pier Ferdinando Casini.
Nel 2004 partecipa alle indagini della Commissione parlamentare Antimafia, di cui è componente, sulla provincia di Agrigento, non informando gli altri membri dell'organo d'inchiesta di essere anche il vicepresidente della stessa provincia e venendo a conoscenza di atti coperti dal segreto istruttorio riguardanti proprio l'ente provinciale agrigentino.
Nel 2005 è eletto vice Segretario Regionale dell'UDC Sicilia e alle elezioni politiche del 2006 è eletto alla Camera dei deputati. È divenuto componente della Commissione agricoltura e anagrafe tributaria. Nelle elezioni del 2008 è rieletto alla Camera dei deputati con l'UDC, che si presenta al di fuori dagli schieramenti e si pone all'opposizione rispetto al Governo Berlusconi IV.
A settembre 2010, insieme ai deputati meridionali Saverio Romano, Giuseppe Drago, Calogero Mannino e Michele Pisacane, entra in polemica con il leader dell'UDC Pier Ferdinando Casini e il 28 settembre 2010 aderisce al Gruppo misto, fondando con loro I Popolari di Italia Domani (Pid). I cinque deputati abbandonano quindi il ruolo di opposizione a Berlusconi, la linea dell'UDC, e si schierano a sostegno della maggioranza di centrodestra di Silvio Berlusconi; come primo atto votano favorevolmente la fiducia al Governo Berlusconi. A gennaio 2011 entra nel gruppo a sostegno della maggioranza Iniziativa Responsabile diventandone vicepresidente in rappresentanza della componente I Popolari di Italia Domani.
All'indomani della conferma della condanna di Salvatore Cuffaro, da parte della Cassazione, a sette anni di reclusione per favoreggiamento aggravato a Cosa Nostra e rivelazione di segreto istruttorio, Ruvolo rispose ribadendo l'amicizia e la stima per Totò Cuffaro ed esprimendo dubbi sulla decisione della magistratura.
Il 2 marzo 2011, insieme ai deputati della Lega Nord, alla Camera Ruvolo ha votato a favore del Federalismo Municipale.
Nonostante avesse spesso attaccato in precedenza sia Berlusconi sia Il Popolo della Libertà, alle elezioni politiche del 2013 Ruvolo è candidato al Senato della Repubblica, con la lista del PdL, in settima posizione in quota PID, nella circoscrizione Sicilia, alleato della Lega Nord, e viene rieletto senatore.
Il 16 novembre 2013, con la sospensione delle attività del Popolo della Libertà, aderisce a Forza Italia. Fa parte della corrente "fittiana", critica nei confronti di Silvio Berlusconi.
Dal 20 novembre dello stesso anno aderisce al gruppo Grandi Autonomie e Libertà di cui è tesoriere.
Il 23 settembre 2015 lascia Forza Italia per aderire ad Alleanza Liberalpopolare-Autonomie guidata dall'ex coordinatore di FI e PdL Denis Verdini per andare a sostenere le riforme di Matteo Renzi.
Il 9 febbraio 2017 abbandona Alleanza Liberalpopolare-Autonomie per tornare ad aderire all'Unione di Centro (partito di cui aveva già fatto parte dal 2002 al 2010), passando quindi alla componente "UDC" del Gruppo misto.
Alle elezioni politiche del 2018 è ricandidato alla Camera nella proporzionale di Noi con l'Italia - UDC, ma non viene eletto.